# Cradoscrupocellaria reptans
Cradoscrupocellaria reptans is een mosdiertjessoort uit de familie van de Candidae. De wetenschappelijke naam van de soort werd, als Sertularia reptans, voor het eerst geldig gepubliceerd in 1758 door Carl Linnaeus.

## Beschrijving
Deze vertakte kolonies kunnen tot 6 cm hoog worden. De kleur is bruin.

## Verspreiding
Deze soort is wijdverbreid in de Noord-Atlantische Oceaan, langs de kusten van Noord-Amerika en Europa. Het wordt vaak gevonden in kelp, in gebieden waar weinig zee-egels aanwezig zijn om het weg te grazen. Het komt het meest voor in het intergetijdengebied en tot 30 meter diepte.